# 小穴薫
小穴 薫（おあな かおる、1972年2月3日 - ）は、日本のフリーアナウンサー。

## 経歴
長野県安曇野市出身。長野県松本県ヶ丘高等学校を経て、学習院女子短期大学を卒業後、ソニー入社。商品企画部、広告宣伝部を経た後、退社。メディアの世界へ入る。

## 現在・過去の出演番組
- 社会保障の国際動向と日本の課題（放送大学、2019年4月-）
- ワールドニュースアメリカ（NHK BS1、2014年3月31日 - 2016年4月1日）
- ワールドニュースアジア（NHK BS1、2014年3月31日 - 2016年4月1日）
- ワールドWave（NHK BS1、2011年4月4日 - 2014年3月28日）
- ワールドWaveアジア（NHK BS1、2011年4月4日 - 2014年3月28日）
- アメリカ大統領選挙開票速報（NHK-BS1）
- ほっと@アジア（NHK BS1、2011.4.4 - 2012.3）
- おはよう世界 （NHK-BS1、2008.3.31 - 2011.3）
- 蔵出し劇場（NHK-BS2、2008.4.2 - 2011.3）
- BSハイビジョン番組ガイド（NHK-BShi、2007.4.2 - 2008.3.23）
- 蔵出しエンターテインメント（NHK-BS2、2007.4.2 - 2008.3.19）
- 情報フレッシュ便 さらさらサラダ（NHK総合、2003.4- 2004.3）
- ニュースアップ信州（NHK長野総合、1999.4- 2003.3）
- 緑への歩み（テレビ神奈川、2005.4 - 2007.3）
- 快適！ズバリ（ANB）リポーター
- ぶらり街かど日記（CATV）リポーター
- 四季食彩（CATV）リポーター